# 明美京子
明美 京子（あけみ きょうこ）は、日本の女優。

## 出演映画
以下に日本映画データベース、KINENOTE 及び国立映画アーカイブに従い公開年、作品名、監督名、製作会社、役名を記載。
- 1948年 : 『明日は日本晴れ』[1]

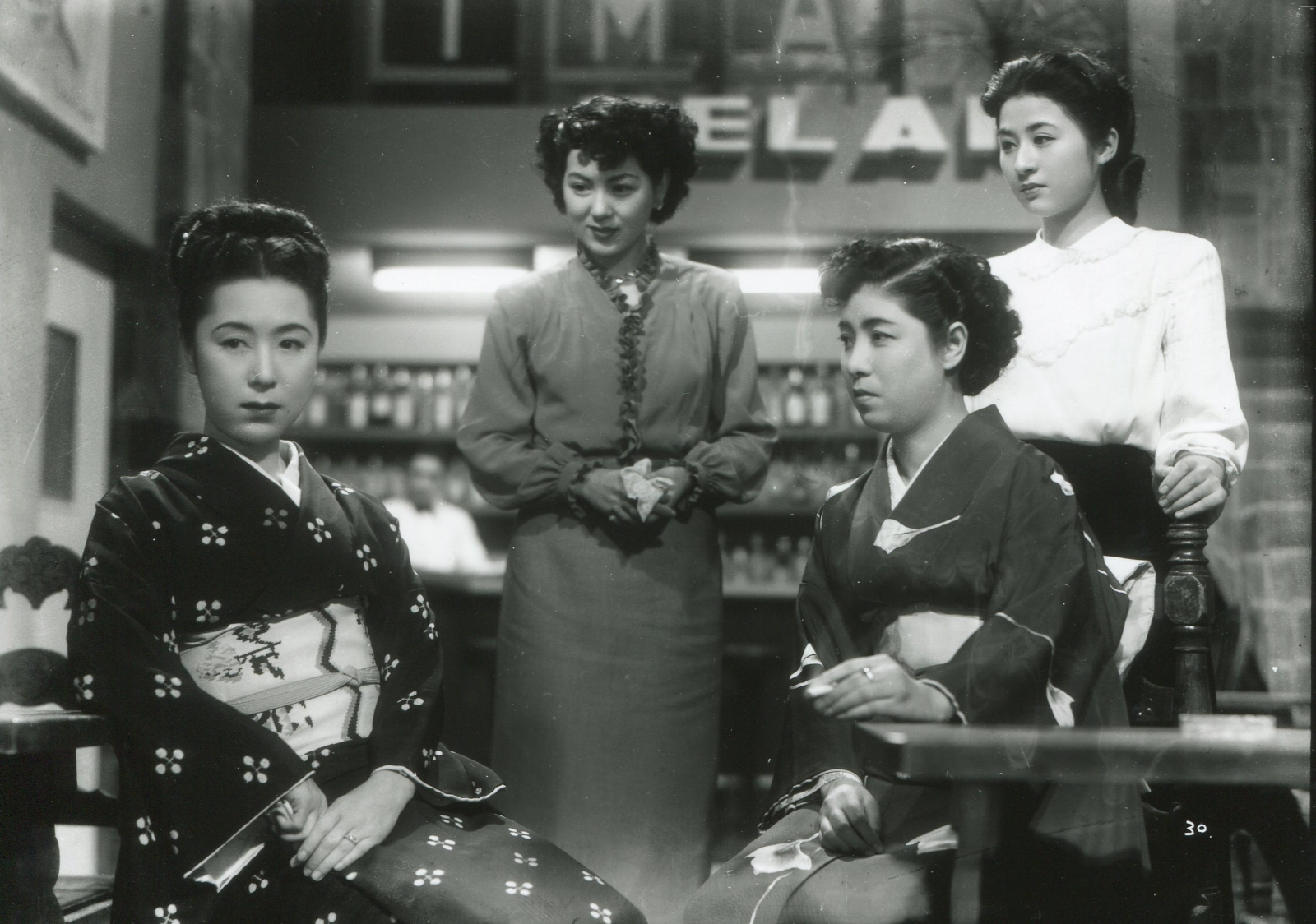
左から田中絹代、明美京子、花岡菊子、香川京子 （『銀座化粧』(1951)）

- 1950年 : 『母情』 清水宏監督 新東宝[2]
- 1951年 : 『銀座化粧』 成瀬巳喜男監督 伊藤プロ: 女給朱美 役[2]
- 1951年 : 『さすらいの旅路』 中川信夫監督[1]
- 1953年 : 『モンテンルパ 望郷の歌』 村田武雄監督[1]
- 1953年 : 『三太頑張れッ!』 井上梅次監督 新東宝: 湖水の女 役[1][3]
- 1954年 : 『初姿丑松格子』 滝沢英輔監督 日活: 川竹の女中 役[2]
- 1954年 : 『お月様には悪いけど』 堀池清監督 日活: 女事務員 役[2]
- 1955年 : 『自分の穴の中で』 内田吐夢監督 日活[2]
- 1955年 : 『月がとっても青いから』 森永健次郎監督 日活[2]
- 1955年 : 『顔役(ボス)』[1]
- 1955年 : 『母なき子』 堀池清監督 日活[1][3]
- 1955年 : 『落日の血闘』[1]
- 1955年 : 『緑はるかに』 井上梅次監督 日活: マミ子のお母さま 役[1]
- 1955年 : 『女中ッ子』 田坂具隆監督 日活[3]
- 1955年 : 『銀座の女』 吉村公三郎監督 日活[3]
- 1956年 : 『火の鳥』 井上梅次監督 日活: 母さと子 役[2]
- 1956年 : 『海の純情』 鈴木清太郎監督 日活: 鈴菊 役[1][2]
- 1956年 : 『隣の嫁』 堀池清監督 日活: 嫂千代 役[2]
- 1956年 : 『愛は降る星のかなたに』 齋藤武市監督 日活: 女給マリコ 役[1]
- 1956年 : 『悪の報酬』 野口晴康監督[1]
- 1956年 : 『殺人計画完了』 野口晴康監督[1]
- 1956年 : 『青春をわれらに』[1]
- 1956年 : 『ジャズ・オン・パレード 1956年 裏町のお転婆娘』 井上梅次監督 日活[3]
- 1957年 : 『フランキー・ブーチャンのあゝ軍艦旗』 春原政久監督 日活[2]